# Francisco Tamayo Yepes
Francisco Tamayo Yepes (Sanare, Lara, Venezuela, 4 de octubre de 1902 - Caracas, 14 de febrero de 1985) fue un destacado botánico, conservacionista y lexicógrafo.

## Biografía
Nació en El Tocuyo, estado Lara, Venezuela el 4 de octubre de 1902. Hijo de Carlos Tamayo León y de Abigail Yepes Piñero quien murió al nacer él; luego la crianza e infancia del joven Francisco les correspondió a sus tíos Carlos y Hortensia de Yepes Borges. Transcurre su infancia en una hacienda en las cercanías de la población de Sanare en el estado Lara.
Estudia primaria en su ciudad natal en clases privadas a cargo del profesor José Antonio Rodríguez López. 
A mediados de 1922, fue a Coro, estado Falcón, para continuar sus estudios, pero no le son reconocidos los años cursados con el profesor Rodríguez, Durante el tiempo que vivió en Coro establece amistad con destacados poetas e intelectuales corianos tales como José David y Elías David Curiel, Polita De Lima y otros. 
En 1923, se encargó de la dirección de la revista Orto. La educación secundaria la inició en el Liceo San José de Los Teques y la culminó en Caracas en el Liceo Caracas (actualmente Andrés Bello).
Tras ingresar en la Universidad Central de Venezuela, para seguir en la carrera de medicina donde cursa primer, segundo y parte del tercer año; se involucra en los sucesos políticos de 1928, lucha en la Federación de Estudiantes de Venezuela y finalmente abandona los estudios. 
Se traslada a Mérida pretende proseguir los estudios de medicina, a la vez que continúa su actividad política en la Universidad de los Andes incorporándose a la Federación de Estudiantes de Venezuela (seccional Mérida) de la que llega a ser presidente. En Mérida permanece hasta 1935 año en que decide regresar a Caracas, donde al año siguiente ingresa al recién fundado Instituto Pedagógico en el que se gradúa como profesor en ciencias biológicas en 1943 promoción Andrés Bello. Luego de esto realizó cursos de especialización en las ciencias biológicas, en Buenos Aires y en la vecina San Isidro (Argentina) y en Caracas, donde fue asistente de Henry Pittier. 
Entre 1947 y 1978, ejerció la docencia tanto en el Instituto Pedagógico de Caracas como en la Universidad Central de Venezuela. Asimismo, la actividad docente la alternó con la de escritor e investigador. 
Como botánico llevó a cabo exploraciones en diversas regiones de Venezuela para el estudio y clasificación de la flora; varias plantas venezolanas, descubiertas por él, llevan su nombre. 
Fue cofundador de la Estación Biológica de los Llanos en Calabozo (Guárico) y el Zoológico Bararida de Barquisimeto. Aunque su obra escrita versa fundamentalmente sobre botánica, también realizó importantes estudios acerca del folklore y el léxico venezolano, especialmente el de la región del estado Lara. También participó en la reorganización del herbario del Instituto Universitario Pedagógico de Caracas y en el rescate y recuperación de la hoya hidrográfica de Tacagua (Distrito Federal).
Murió en la ciudad de Caracas a los 83 años de edad el 14 de febrero de 1985.

## Honores y reconocimientos
- En Quibor estado Lara - Venezuela se creó el "Museo Antropológico de Quibor Francisco Tamayo"
- En Calabozo estado Gurico - Venezuela la "Estación Biológica de los Llanos Francisco Tamayo"
- Varias especies vegetales han sido nombrada en su honor, algunas de ellas son:
  - Axonopus tamayonis, Luces
  - Erytina tamayonis, Krukoff
  - Ichantus tamayonis, Ghase.
  - Lupinus tamayoanus, C.P.Sm.
  - Mammiliaria tamayonis, Killip & Schene.
  - Paspalum tamayonis, Luces
  - Peperomia tamayoi, Trel. & Yunck.
  - Tamayoa paraguanensis, F.Badillo

## Obras de Francisco Tamayo Yepes

### Especies descritas
- Acanthocerus sicariguensis, Croizat & Tamayo
- Drocera cendeensis, Croizat & Tamayo
- Raputia larensis, Croizat & Tamayo
- Sebastiana larensis, Croizat & Tamayo

- La abreviatura «Tamayo» se emplea para indicar a Francisco Tamayo Yepes como autoridad en la descripción y clasificación científica de los vegetales.[1]

- Datos: Q3596077
- Especies: Francisco Tamayo

1. ↑  Todos los géneros y especies descritos por este autor en IPNI.